# Enrico D'Aniello
Enrico D'Aniello (Castellammare di Stabia, 6 dicembre 1995) è un canottiere italiano.
Nel 2016 ha partecipato come timoniere ai Giochi olimpici di Rio de Janeiro nell'otto maschile venendo eliminato ai ripescaggi.

## Palmarès
- Campionati del mondo di canottaggio

Chungju 2013 - oro nell'otto pesi leggeri e nel due con;
Sarasota 2017 - bronzo nell'otto.